# Trichoura proctomeces
Trichoura proctomeces är en tvåvingeart som beskrevs av Jason Gilbert Hayden Londt 1994. Trichoura proctomeces ingår i släktet Trichoura och familjen rovflugor. Inga underarter finns listade i Catalogue of Life.